# داني كي
داني كي (بالإنجليزية: Danny Key)‏ هو لاعب كرة قدم بريطاني في مركز الوسط، ولد في 2 نوفمبر 1977 في دارلينغتون في المملكة المتحدة. لعب مع دارلينجتون إف سى ونادي غيتزهد وووترفورد يونايتد.